# Georg Scholz

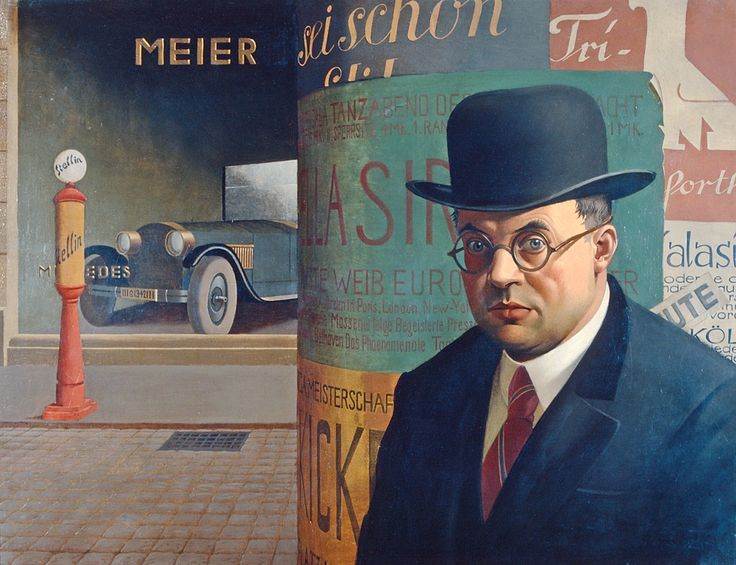
Autorretrato de Georg Scholz.

Georg Scholz (Wolfenbüttel, 10 de octubre de 1890 - Waldkirch, 27 de noviembre de 1945) fue un pintor expresionista alemán, adscrito a la Nueva Objetividad. 
Recibió su formación artística en la Academia de Karlsruhe, donde tuvo como profesores a Hans Thoma y Wilhelm Trübner. Más tarde estudió en Berlín con Lovis Corinth. Después del servicio militar en la Primera Guerra Mundial volvió a la pintura, trabajando en un estilo fusión del cubismo y el futurismo.
En 1919 se convirtió en un miembro del Partido Comunista de Alemania, y su trabajo de los años sucesivos fue duramente crítico con el orden social y económico de la Alemania de posguerra. Scholz se convirtió rápidamente en uno de los líderes de la Nueva Objetividad, un grupo de artistas que practicaban una forma cínica de realismo. En 1925, sin embargo, su enfoque se había suavizado en algo cercano al neoclasicismo, como se aprecia en el Autorretrato frente a una columna de publicidad de 1926 y el Desnudo sentado con busto de yeso de 1927.
En 1925 fue nombrado profesor en la Academia Estatal de Arte de Baden en Karlsruhe. Comenzó a contribuir en 1926 a la revista satírica Simplicissimus, y en 1928 visitó París, donde apreció especialmente la obra de Bonnard. Con la subida al poder de Hitler y el nacionalsocialismo, en 1933, fue rápidamente despedido de su puesto docente. Declarado un artista degenerado, sus obras fueron incautadas en 1937 como parte de una campaña para "purificar" la cultura alemana, y le prohibieron pintar en 1939. En 1945 las fuerzas de ocupación francesas le nombraron alcalde de Waldkirch, pero murió ese mismo año. 